# Paleoarchaik
Paleoarchaik (ang. Paleoarchean)

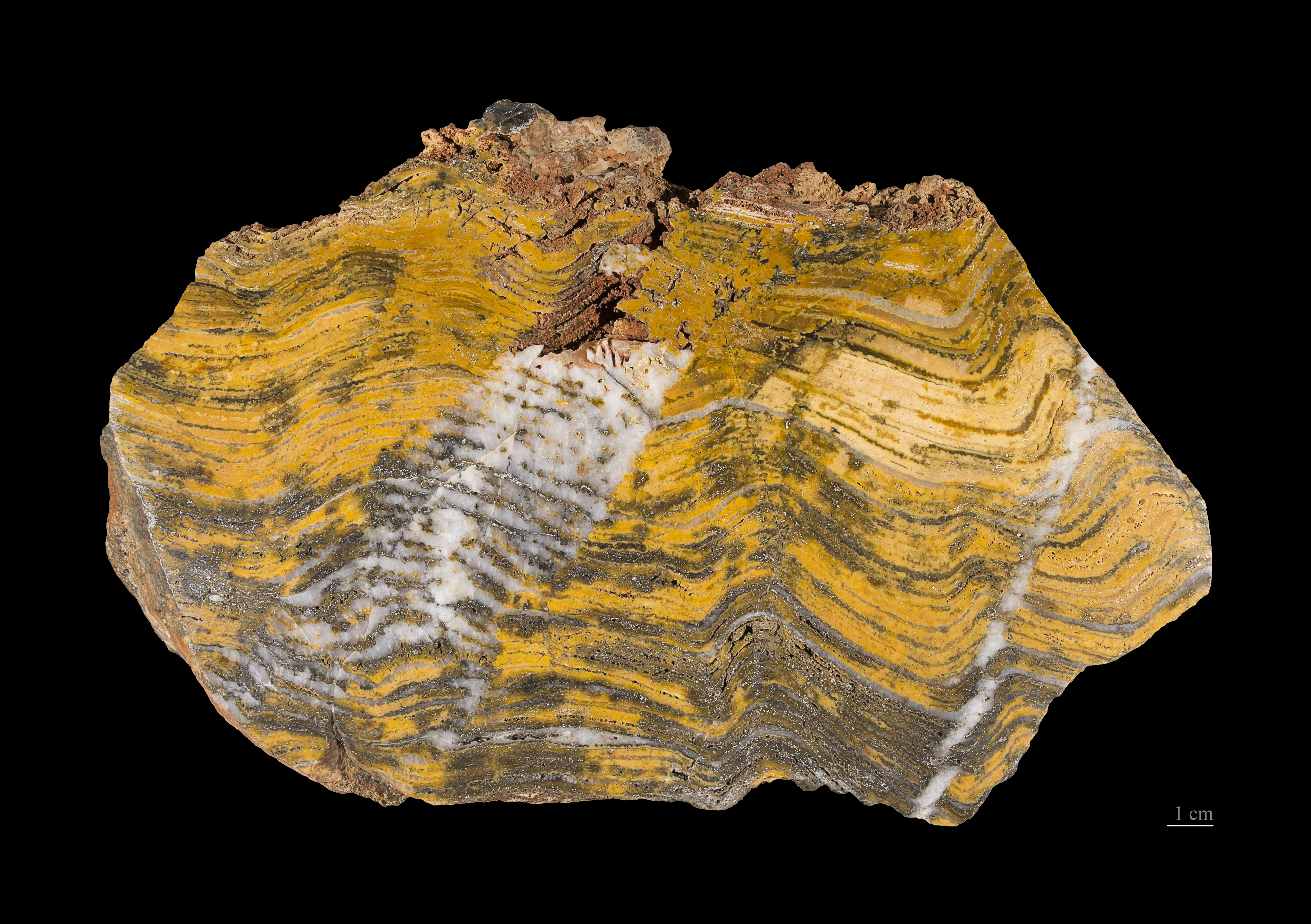
Stromatolity z kratonu Pilbara, Australia Zachodnia

- w sensie geochronologicznym: druga era archaiku, trwająca 400 milionów lat (od 3600 do 3200 milionów lat temu). Paleoarchaik jest młodszy od eoarchaiku, a starszy od mezoarchaiku.
- w sensie chronostratygraficznym: drugi eratem eonotemu archaicznego, wyższy od eoarchaiku a niższy od mezoarchaiku.

## Zdarzenia
- Z początkiem paleoarchaiku zaczął tworzyć się hipotetyczny superkontynent Walbara, złożony z kratonów Kaapvaal (południowa Afryka) i Pilbara (zachodnia Australia).
- Utworzyła się formacja Apex Chert z najstarszymi znanymi skamieniałościami (około 3,465 miliarda lat).

W liczącej 3,4 mld lat formacji Strelley Pool Formation (Australia Zachodnia) w piaskowcu odnaleziono mikrostruktury powiązane z mierzonymi w mikrometrach kryształami pirytu. Na podstawie zidentyfikowanych w skamielinach struktur ustalono, że stanowią pozostałość komórek, zaś kryształy pirytu uznano za produkty uboczne metabolizmu siarki.